# 國際足球協會理事會
國際足球協會理事會（International Football Association Board，缩写）是讨论和决定修改足球规则的国际团体。
國際足球協會理事會共有八名成员，其中四名分別代表現代足球發源地英國的四個足球協會－英格兰、苏格兰、威尔士和北愛爾蘭足球協會，另外四名是
国际足球联合会的代表。他们每年聚会二次，首次於每年二月或三月舉行，討論修改足球规则事宜，稱為會員週年會議（Annual General Meeting，簡稱AGM），第二次於每年九月或十月舉行，討論內部事宜，稱為週年財務會議（Annual Financial Meeting，簡稱AFM）。
國際足球協會理事會是1886年英格兰、苏格兰、威尔士和爱尔兰 (當時愛爾蘭共和國尚未獨立) 的国家足球协会联於曼徹斯特會議後成立的，會議決定四地足球比賽的共同規例及成立名為英國本土四角錦標賽的首個國際足球競賽。1904年国际足球联合会成立时承认國際足球協會理事會对于足球规则问题的权威。从1913年开始国际足球联合会也向國際足球協會理事會派驻代表。
要更改一个规则必须有六名以上國際足球協會理事會成员投票赞同才可以，而且国际足球联合会規定其四名代表必须投出相同立場的票（即全部同意或者全部不同意）。
國際足球協會理事會第139次週年会议于2025年3月1日在北爱尔兰贝尔法斯特举行。